# Eupithecia placens
Eupithecia placens là một loài bướm đêm trong họ Geometridae.